# Castelinho de Boa Viagem
O Castelinho de Boa Viagem é um palacete histórico localizado na cidade do Recife, capital do estado brasileiro de Pernambuco. Funciona atualmente como área social dos edifícios Castelinho e Castelo del Mar.

## História
O imóvel de número 4530 da Avenida Boa Viagem, no bairro homônimo, foi construído em 1905 por um francês que trabalhou na modernização do Porto do Recife. As pedras utilizadas na obra foram transportadas de trem a partir da área portuária.[carece de fontes?]
O palacete foi adquirido anos mais tarde pela família Cardoso Ayres. Depois, tornou-se casa de veraneio do usineiro Alberto Brito Bezerra de Mello.[carece de fontes?]